# Higher Place
Higher Place is een nummer van het Belgische dj-duo Dimitri Vegas & Like Mike uit 2015, ingezongen door de Amerikaanse r&b-zanger Ne-Yo.
"Higher Place" is een wat rustiger nummer dan andere nummers van Dimitri Vegas & Like Mike en gaat iets meer de kant van de deephouse op. Het nummer voerde acht weken lang de Vlaamse Ultratop 50 aan. Ondanks die nummer 1-positie in Vlaanderen, bereikte "Higher Place" in Nederland helemaal geen hitlijsten.